# Sfatul Țării (ziar)
Sfatul Țării a fost ziarul primului Parlament al Republicii Moldova, fondat în anul 1989, ca publicație a Sovietului Suprem al RSS Moldovenești.Redactor-șef - Nicolae Misail. Secția "Societate, Cultură, Ecologie": Silvia Caloianu (Bodiu), Tamara Gorincioi. Secția "Politică": Alexandru Canțir ș.a. Secția "Reporteri": Fidel Galaicu, Lorena Bogza ș.a. Secretar general de redacție - Vasile Botnaru. Printre colaboratorii suplimentului literar, îngrijit de criticul și istoricul literar Eugen Lungu, s-au numărat Val Butnaru,  Iurie Bălan, Emilian Galaicu-Păun ș.a.